# Cristo dolente

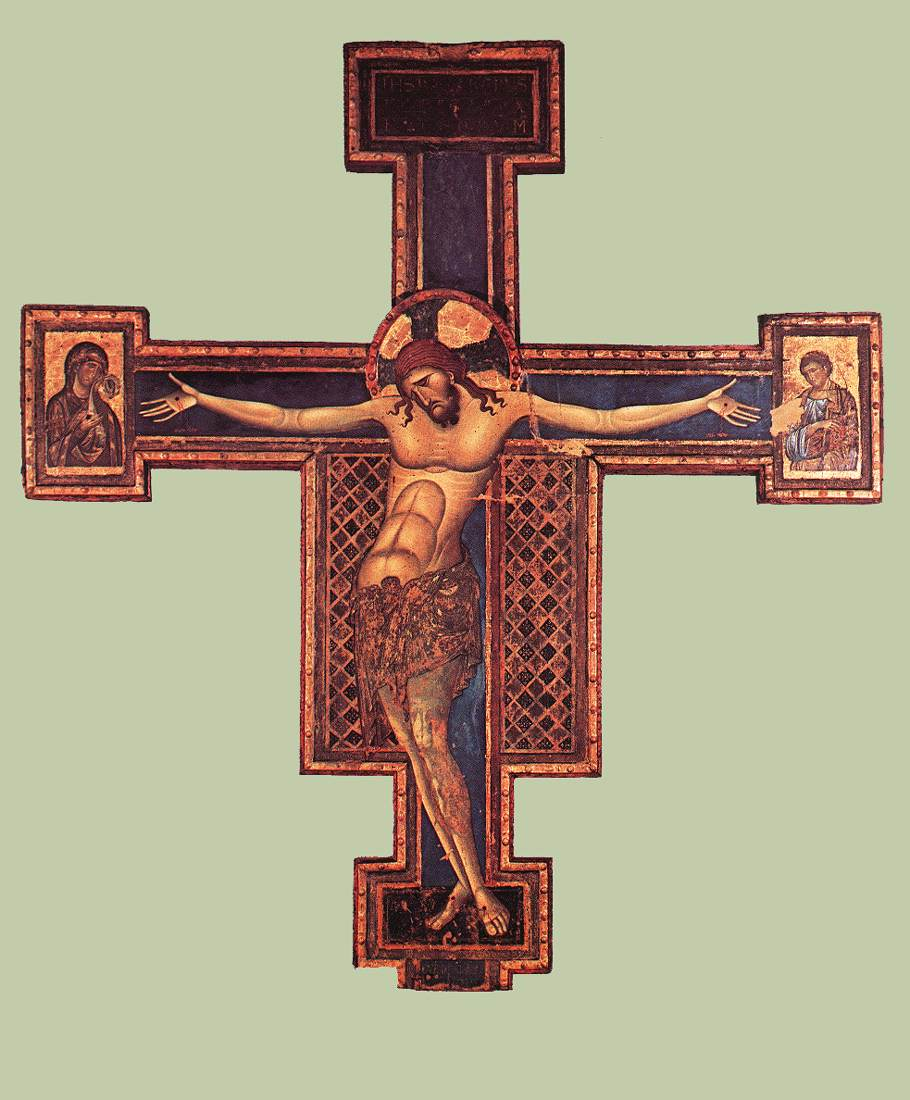
Giunta Pisano, Crocifisso (Christus patiens), XII secolo, tempera su tavola, Bologna, basilica di San Domenico

Il Cristo dolente (in latino "Christus patiens", appellato anche come "vir dolorum") è un tema iconografico legato alla Crocifissione. Gesù è rappresentato morto sulla croce e sofferente, con la testa reclinata sulle spalle e gli occhi ridotti a due fessure. Il corpo inerte, piegato dal dolore, si abbandona al suo stesso peso verso un lato della croce, pesando sulle ginocchia piegate. Reca anche ferite nelle mani, nei piedi e nel costato. Si tratta di un tipo di raffigurazione che mirava a suscitare compassione nello spettatore, aumentando in esso il senso religioso e la partecipazione alla sofferenza della Passione. Si contrappone al più antico Cristo trionfante (Christus triumphans).
Si tratta di un tema già noto nella cultura bizantina, giunto nell'Italia del XIII secolo tramite i numerosi contatti con la cultura d'Oriente (con commerci e l'arrivo di opere d'arte e artisti bizantini). Non a caso la prima testimonianza del suo utilizzo su suolo italiano è ad opera di un anonimo maestro bizantino operante in Toscana, che verso il 1210-30 dipinge un Cristo sofferente su una croce lignea (la Croce dipinta n. 20conservata nel Museo Nazionale di San Matteo a Pisa). Nel corso del XIII secolo si sostituisce progressivamente a quello più antico del Cristo trionfante (in latino Christus triumphans) nelle croci dipinte, per opera di artisti come Giunta Pisano e Cimabue. Questa novità iconografica è molto apprezzata dai Francescani e Domenicani, sostenitori del valore di una religiosità emotiva e umanizzata, che ne diventano forti sostenitori tramite varie commissioni artistiche. Sarà quindi l'iconografia dominante nelle produzioni della seconda metà del XIII secolo e praticamente l'unica, tranne pochissime eccezioni, nel XIV secolo.

## Nei Vangeli
Un'anticipazione della sofferenza di Gesù è riportata in LC 19,41, quando Gesù pianse alla vista di Gerusalemme, sapendo che sarebbe stata l'ultima volta in cui avrebbe visto la Città Santa. Nella Vulgata è scritto flevit super illam (pianse sopra quella, alla vista di quella). Sì tratta del primo passo biblico che descrive un Cristo in lacrime e sofferente.